# Skilanglauf-Alpencup 2014/15
Der Skilanglauf-Alpencup 2014/15 war eine von der FIS organisierte Wettkampfserie, die zum Unterbau des Skilanglauf-Weltcups 2014/15 gehörte. Sie begann am 19. Dezember 2014 in Hochfilzen und endete am 15. März 2015 in Chamonix. Die Gesamtwertung der Männer gewann Paul Goalabre und bei den Frauen Lucia Scardoni.

## Männer

### Resultate
| 1. Alpencup in Valdidentro, 13. und 14. Dezember 2014 | 1. Alpencup in Valdidentro, 13. und 14. Dezember 2014 | 1. Alpencup in Valdidentro, 13. und 14. Dezember 2014 | 1. Alpencup in Valdidentro, 13. und 14. Dezember 2014 | 1. Alpencup in Valdidentro, 13. und 14. Dezember 2014 |
| ----------------------------------------------------- | ----------------------------------------------------- | ----------------------------------------------------- | ----------------------------------------------------- | ----------------------------------------------------- |
| Datum                                                 | Disziplin                                             | Erster Platz                                          | Zweiter Platz                                         | Dritter Platz                                         |
| 13. Dezember 2014                                     | 15 km klassisch                                       | Wettkampf abgesagt                                    | Wettkampf abgesagt                                    | Wettkampf abgesagt                                    |
| 14. Dezember 2014                                     | 15 km Freistil                                        | Wettkampf abgesagt                                    | Wettkampf abgesagt                                    | Wettkampf abgesagt                                    |

| 2. Alpencup in Hochfilzen, 19. bis 21. Dezember 2014 | 2. Alpencup in Hochfilzen, 19. bis 21. Dezember 2014 | 2. Alpencup in Hochfilzen, 19. bis 21. Dezember 2014 | 2. Alpencup in Hochfilzen, 19. bis 21. Dezember 2014 | 2. Alpencup in Hochfilzen, 19. bis 21. Dezember 2014 |
| ---------------------------------------------------- | ---------------------------------------------------- | ---------------------------------------------------- | ---------------------------------------------------- | ---------------------------------------------------- |
| Datum                                                | Disziplin                                            | Erster Platz                                         | Zweiter Platz                                        | Dritter Platz                                        |
| 19. Dezember 2014                                    | Sprint klassisch                                     | Ueli Schnider                                        | Sebastian Eisenlauer                                 | Jovian Hediger                                       |
| 20. Dezember 2014                                    | 15 km klassisch                                      | Sergei Ustjugow                                      | Dietmar Nöckler                                      | Ilja Tschernoussow                                   |
| 21. Dezember 2014                                    | 15 km Freistil                                       | Ilja Tschernoussow                                   | Sergei Ustjugow                                      | Dietmar Nöckler                                      |

| 3. Alpencup in Oberwiesenthal, 9. bis 11. Januar 2015 | 3. Alpencup in Oberwiesenthal, 9. bis 11. Januar 2015 | 3. Alpencup in Oberwiesenthal, 9. bis 11. Januar 2015 | 3. Alpencup in Oberwiesenthal, 9. bis 11. Januar 2015 | 3. Alpencup in Oberwiesenthal, 9. bis 11. Januar 2015 |
| ----------------------------------------------------- | ----------------------------------------------------- | ----------------------------------------------------- | ----------------------------------------------------- | ----------------------------------------------------- |
| Datum                                                 | Disziplin                                             | Erster Platz                                          | Zweiter Platz                                         | Dritter Platz                                         |
| 9. Januar 2015                                        | Sprint klassisch                                      | Lennart Metz                                          | Richard Jouve                                         | Markus Weeger                                         |
| 10. Januar 2015                                       | 15 km Freistil                                        | Adrien Backscheider                                   | Bastien Poirrier                                      | Stefano Gardener                                      |
| 11. Januar 2015                                       | 15 km klassisch                                       | Valentin Mättig                                       | Markus Weeger                                         | Giandomenico Salvadori                                |

| 4. Alpencup in Campra, 20. bis 22. Februar 2015 | 4. Alpencup in Campra, 20. bis 22. Februar 2015 | 4. Alpencup in Campra, 20. bis 22. Februar 2015 | 4. Alpencup in Campra, 20. bis 22. Februar 2015 | 4. Alpencup in Campra, 20. bis 22. Februar 2015 |
| ----------------------------------------------- | ----------------------------------------------- | ----------------------------------------------- | ----------------------------------------------- | ----------------------------------------------- |
| Datum                                           | Disziplin                                       | Erster Platz                                    | Zweiter Platz                                   | Dritter Platz                                   |
| 20. Februar 2015                                | Sprint Freistil                                 | Claudio Muller                                  | Renaud Jay                                      | Erwan Käser                                     |
| 21. Februar 2015                                | 15 km klassisch                                 | Paul Goalabre                                   | Markus Weeger                                   | Mattia Pellegrin                                |
| 22. Februar 2015                                | 15 km Freistil Verfolgung                       | Giandomenico Salvadori                          | Lucas Bögl                                      | Clement Arnault                                 |
| 20.–22. Februar 2015                            |                                                 | Paul Goalabre                                   | Giandomenico Salvadori                          | Markus Weeger                                   |

| 5. Alpencup in Rogla, 28. Februar und 1. März 2015 | 5. Alpencup in Rogla, 28. Februar und 1. März 2015 | 5. Alpencup in Rogla, 28. Februar und 1. März 2015 | 5. Alpencup in Rogla, 28. Februar und 1. März 2015 | 5. Alpencup in Rogla, 28. Februar und 1. März 2015 |
| -------------------------------------------------- | -------------------------------------------------- | -------------------------------------------------- | -------------------------------------------------- | -------------------------------------------------- |
| Datum                                              | Disziplin                                          | Erster Platz                                       | Zweiter Platz                                      | Dritter Platz                                      |
| 28. Februar 2015                                   | Sprint Freistil                                    | Richard Jouve                                      | Claudio Muller                                     | Francois Vierin                                    |
| 1. März 2015                                       | 30 km klassisch Massenstart                        | Lucas Bögl                                         | Maicol Rastelli                                    | Stefano Gardener                                   |

| 6. Alpencup in Chamonix, 13. bis 15. März 2015 | 6. Alpencup in Chamonix, 13. bis 15. März 2015 | 6. Alpencup in Chamonix, 13. bis 15. März 2015 | 6. Alpencup in Chamonix, 13. bis 15. März 2015 | 6. Alpencup in Chamonix, 13. bis 15. März 2015 |
| ---------------------------------------------- | ---------------------------------------------- | ---------------------------------------------- | ---------------------------------------------- | ---------------------------------------------- |
| Datum                                          | Disziplin                                      | Erster Platz                                   | Zweiter Platz                                  | Dritter Platz                                  |
| 13. März 2015                                  | 3,3 km klassisch                               | Richard Jouve                                  | Paul Goalabre                                  | Damien Tarantola                               |
| 14. März 2015                                  | 15 km Freistil                                 | Paul Goalabre                                  | Ivan Perrillat Boiteux                         | Gerard Agnellet                                |
| 15. März 2015                                  | 15 km klassisch Verfolgung                     | Ueli Schnider                                  | Jens Burman                                    | Mattia Pellegrin                               |
| 13. – 15. März 2015                            |                                                | Ueli Schnider                                  | Ivan Perrillat Boiteux                         | Paul Goalabre                                  |

### Junioren Resultate
| Datum                | Austragungsort | Altersklasse | Disziplin                  | Sieger           | Zweiter          | Dritter           |
| -------------------- | -------------- | ------------ | -------------------------- | ---------------- | ---------------- | ----------------- |
| 19. Dezember 2014    | Hochfilzen     | U20          | Sprint klassisch           | Valentin Chauvin | Marius Cebulla   | Louis Schwartz    |
| 20. Dezember 2014    | Hochfilzen     | U20          | 10 km klassisch            | Valentin Chauvin | Jean Tiberghien  | Jules Lapierre    |
| 21. Dezember 2014    | Hochfilzen     | U20          | 10 km Freistil             | Valentin Chauvin | Louis Schwartz   | Jules Lapierre    |
| 20. Dezember 2014    | Hochfilzen     | U18          | 7,5 km klassisch           | Janosch Brugger  | Richard Leupold  | Felix Deiser      |
| 21. Dezember 2014    | Hochfilzen     | U18          | 7,5 km Freistil            | Janosch Brugger  | Jakob Leismüller | Benjamin Moser    |
| 9. Januar 2015       | Oberwiesenthal | U20          | Sprint klassisch           | Lukas Gross      | Marius Cebulla   | Valentin Chauvin  |
| 10. Januar 2015      | Oberwiesenthal | U20          | 10 km Freistil             | Valentin Chauvin | Jean Tiberghien  | Jules Lapierre    |
| 11. Januar 2015      | Oberwiesenthal | U20          | 10 km klassisch            | Valentin Chauvin | Marius Cebulla   | Marco Milde       |
| 9. Januar 2015       | Oberwiesenthal | U18          | Sprint klassisch           | Richard Leupold  | Jakob Vogt       | Janosch Brugger   |
| 10. Januar 2015      | Oberwiesenthal | U18          | 10 km Freistil             | Richard Leupold  | Alois Kunz       | Christoph Büttner |
| 20. Februar 2015     | Campra         | U20          | Sprint Freistil            | Miha Šimenc      | Jean Tiberghien  | Louis Schwartz    |
| 21. Februar 2015     | Campra         | U20          | 15 km klassisch            | Valentin Chauvin | Victor Roguet    | Louis Schwartz    |
| 22. Februar 2015     | Campra         | U20          | 15 km Freistil Verfolgung  | Valentin Chauvin | Jules Lapierre   | Jean Tiberghien   |
| 20.–22. Februar 2015 | Campra         | U20          |                            | Valentin Chauvin | Jean Tiberghien  | Jules Lapierre    |
| 28. Februar 2015     | Rogla          | U18          | 10 km Freistil             | Janosch Brugger  | Martin Collet    | Christoph Büttner |
| 28. Februar 2015     | Rogla          | U20          | Sprint Freistil            | Miha Šimenc      | Lukas Gross      | Jean Tiberghien   |
| 1. März 2015         | Rogla          | U20          | 15 km klassisch Mst.       | Valentin Chauvin | Louis Schwartz   | Jean Tiberghien   |
| 13. März 2015        | Chamonix       | U20          | 3,3 km klassisch           | Valentin Chauvin | Miha Šimenc      | Jean Tiberghien   |
| 14. März 2015        | Chamonix       | U20          | 10 km Freistil             | Jean Tiberghien  | Jules Lapierre   | Louis Schwartz    |
| 15. März 2015        | Chamonix       | U20          | 10 km klassisch Verfolgung | Valentin Chauvin | Jean Tiberghien  | Cédric Steiner    |
| 13.–15. März 2015    | Chamonix       | U20          |                            | Valentin Chauvin | Jean Tiberghien  | Jules Lapierre    |

### Gesamtwertung Männer
| Rang | Name                   | Punkte |
| ---- | ---------------------- | ------ |
| 01   | Paul Goalabre          | 554    |
| 02   | Markus Weeger          | 530    |
| 03   | Giandomenico Salvadori | 492    |
| 04   | Richard Jouve          | 481    |
| 05   | Alexander Wolz         | 426    |
| 06   | Ueli Schnider          | 380    |
| 07   | Valentin Mättig        | 379    |
| 07   | Claudio Muller         | 379    |
| 09   | Mattia Pellegrin       | 359    |
| 10   | Alexis Jeannerod       | 326    |
| 11.  | Thomas Wick            | 311    |
| 12.  | Andreas Katz           | 297    |
| 13.  | Lucas Bögl             | 290    |
| 14.  | Erwan Käser            | 257    |
| 15.  | Cyril Miranda          | 250    |
| 16.  | Ivan Perrillat Boiteux | 240    |
| 17.  | Dietmar Nöckler        | 236    |
| 18.  | Maicol Rastelli        | 234    |
| 19.  | Alexandre Pouyé        | 226    |
| 20.  | Stefano Gardener       | 224    |
| 21.  | Damien Tarantola       | 220    |
| 22.  | Clement Arnault        | 198    |
| 23.  | Gerard Agnellet        | 175    |
| 24.  | Livio Bieler           | 171    |
| 25.  | Philipp Marschall      | 137    |
| 26.  | Adrien Backscheider    | 118    |
| 27.  | Mirco Bertolina        | 117    |
| 28.  | Adrien Backscheider    | 113    |
| 29.  | Lennart Metz           | 111    |

| Rang | Name                 | Punkte |
| ---- | -------------------- | ------ |
| 30.  | Niklas Liederer      | 110    |
| 30.  | Jason Rüesch         | 110    |
| 30.  | Fulvio Scola         | 110    |
| 33.  | Bastien Poirrier     | 106    |
| 34.  | Corsin Hösli         | 104    |
| 35.  | Candide Pralong      | 89     |
| 36.  | Andy Kühne           | 87     |
| 37.  | Mickael Philipot     | 85     |
| 38.  | Renaud Jay           | 82     |
| 39.  | Sebastian Eisenlauer | 80     |
| 39.  | Fabio Pasini         | 80     |
| 39.  | Luis Stadlober       | 80     |
| 42.  | Philipp Hälg         | 76     |
| 43.  | Cyril Gaillard       | 71     |
| 44.  | Florian Kostner      | 70     |
| 45.  | Matthias Inniger     | 68     |
| 46.  | Clément Parisse      | 63     |
| 47.  | Clemens Blassnig     | 61     |
| 48.  | Jovian Hediger       | 60     |
| 49.  | Roman Schaad         | 59     |
| 50.  | Fabian Schaad        | 58     |
| 51.  | Mauro Brigadoi       | 57     |
| 52.  | Nicolas Berthet      | 56     |
| 53.  | Aurelius Herburger   | 54     |
| 54.  | Roman Furger         | 53     |
| 55.  | Tobias Habenicht     | 48     |
| 56.  | Sergio Rigoni        | 46     |
| 57.  | Josef Wenzl          | 45     |
| 58.  | Florian Notz         | 41     |

| Rang | Name                    | Punkte |
| ---- | ----------------------- | ------ |
| 59.  | Simone Urbani           | 40     |
| 60.  | Valerio Leccardi        | 39     |
| 60.  | Davide Balduzzi         | 38     |
| 62.  | Matteo Tanel            | 35     |
| 63.  | Giovanni Gullo          | 33     |
| 64.  | Alan Martinelli         | 31     |
| 65.  | Markus Bader            | 30     |
| 65.  | Luca Orlandi            | 30     |
| 67.  | Baptiste Gros           | 29     |
| 68.  | Linard Kindschi         | 27     |
| 69.  | Kevin Plessnitzer       | 25     |
| 70.  | Fabio Clementi          | 23     |
| 71.  | Manuel Perotti          | 21     |
| 72.  | Loic Guigonnet          | 19     |
| 72.  | Mathias Wibault         | 19     |
| 74.  | Thomas Chambellant      | 18     |
| 75.  | Marius Danuser          | 13     |
| 75.  | Bertrand Hamoumraoui    | 13     |
| 77.  | Johannes Fabian Kattnig | 11     |
| 78.  | Mathias Dheyriat        | 10     |
| 79.  | Paolo Fanton            | 9      |
| 79.  | Imanol Rojo             | 9      |
| 81.  | Bernhard Benedikt       | 8      |
| 81.  | Bostjan Klavzar         | 8      |
| 81.  | Sebastiano Pellegrin    | 8      |
| 84.  | Romain Jacquier         | 4      |
| 85.  | Fabio Lechner           | 2      |
| 86.  | Samuel Rege Gianasso    | 1      |

| Endstand (Top 10) |                  |        |
| \| Rang \| Name \| Punkte \| \| ---- \| ---------------- \| ------ \| \| 01 \| Valentin Chauvin \| 1210 \| \| 02 \| Jean Tiberghien \| 0874 \| \| 03 \| Louis Schwartz \| 0679 \| \| 04 \| Jules Lapierre \| 0651 \| \| 05 \| Marius Cebulla \| 0558 \| \| 06 \| Victor Roguet \| 0513 \| \| 07 \| Cédric Steiner \| 0461 \| \| 08 \| Miha Šimenc \| 0436 \| \| 09 \| Mikael Abram \| 0336 \| \| 10 \| Simone Romani \| 0327 \| |                  |        |
| Rang | Name             | Punkte |
| 01 | Valentin Chauvin | 1210   |
| 02 | Jean Tiberghien  | 0874   |
| 03 | Louis Schwartz   | 0679   |
| 04 | Jules Lapierre   | 0651   |
| 05 | Marius Cebulla   | 0558   |
| 06 | Victor Roguet    | 0513   |
| 07 | Cédric Steiner   | 0461   |
| 08 | Miha Šimenc      | 0436   |
| 09 | Mikael Abram     | 0336   |
| 10 | Simone Romani    | 0327   |

## Frauen

### Resultate
| 1. Alpencup in Valdidentro, 13. und 14. Dezember 2014 | 1. Alpencup in Valdidentro, 13. und 14. Dezember 2014 | 1. Alpencup in Valdidentro, 13. und 14. Dezember 2014 | 1. Alpencup in Valdidentro, 13. und 14. Dezember 2014 | 1. Alpencup in Valdidentro, 13. und 14. Dezember 2014 |
| ----------------------------------------------------- | ----------------------------------------------------- | ----------------------------------------------------- | ----------------------------------------------------- | ----------------------------------------------------- |
| Datum                                                 | Disziplin                                             | Erster Platz                                          | Zweiter Platz                                         | Dritter Platz                                         |
| 13. Dezember 2014                                     | 10 km klassisch                                       | Wettkampf abgesagt                                    | Wettkampf abgesagt                                    | Wettkampf abgesagt                                    |
| 14. Dezember 2014                                     | 10 km Freistil                                        | Wettkampf abgesagt                                    | Wettkampf abgesagt                                    | Wettkampf abgesagt                                    |

| 2. Alpencup in Hochfilzen, 19. bis 21. Dezember 2014 | 2. Alpencup in Hochfilzen, 19. bis 21. Dezember 2014 | 2. Alpencup in Hochfilzen, 19. bis 21. Dezember 2014 | 2. Alpencup in Hochfilzen, 19. bis 21. Dezember 2014 | 2. Alpencup in Hochfilzen, 19. bis 21. Dezember 2014 |
| ---------------------------------------------------- | ---------------------------------------------------- | ---------------------------------------------------- | ---------------------------------------------------- | ---------------------------------------------------- |
| Datum                                                | Disziplin                                            | Erster Platz                                         | Zweiter Platz                                        | Dritter Platz                                        |
| 19. Dezember 2014                                    | Sprint klassisch                                     | Justyna Kowalczyk                                    | Kateřina Smutná                                      | Sandra Ringwald                                      |
| 20. Dezember 2014                                    | 5 km klassisch                                       | Justyna Kowalczyk                                    | Kateřina Smutná                                      | Julia Belger                                         |
| 21. Dezember 2014                                    | 10 km Freistil                                       | Ilaria Debertolis                                    | Virginia De Martin Topranin                          | Marion Buillet                                       |

| 3. Alpencup in Oberwiesenthal, 9. bis 11. Januar 2015 | 3. Alpencup in Oberwiesenthal, 9. bis 11. Januar 2015 | 3. Alpencup in Oberwiesenthal, 9. bis 11. Januar 2015 | 3. Alpencup in Oberwiesenthal, 9. bis 11. Januar 2015 | 3. Alpencup in Oberwiesenthal, 9. bis 11. Januar 2015 |
| ----------------------------------------------------- | ----------------------------------------------------- | ----------------------------------------------------- | ----------------------------------------------------- | ----------------------------------------------------- |
| Datum                                                 | Disziplin                                             | Erster Platz                                          | Zweiter Platz                                         | Dritter Platz                                         |
| 9. Januar 2015                                        | Sprint klassisch                                      | Victoria Carl                                         | Anne Winkler                                          | Laura Gimmler                                         |
| 10. Januar 2015                                       | 10 km Freistil                                        | Lucia Scardoni                                        | Marina Piller                                         | Anouk Faivre Picon                                    |
| 11. Januar 2015                                       | 10 km klassisch                                       | Julia Belger                                          | Giulia Stürz                                          | Lucia Scardoni                                        |

| 4. Alpencup in Campra, 20. bis 22. Februar 2015 | 4. Alpencup in Campra, 20. bis 22. Februar 2015 | 4. Alpencup in Campra, 20. bis 22. Februar 2015 | 4. Alpencup in Campra, 20. bis 22. Februar 2015 | 4. Alpencup in Campra, 20. bis 22. Februar 2015 |
| ----------------------------------------------- | ----------------------------------------------- | ----------------------------------------------- | ----------------------------------------------- | ----------------------------------------------- |
| Datum                                           | Disziplin                                       | Erster Platz                                    | Zweiter Platz                                   | Dritter Platz                                   |
| 20. Februar 2015                                | Sprint Freistil                                 | Lucia Anger                                     | Giulia Stürz                                    | Lucia Scardoni                                  |
| 21. Februar 2015                                | 10 km klassisch                                 | Lucia Scardoni                                  | Julia Belger                                    | Monique Siegel                                  |
| 22. Februar 2015                                | 10 km Freistil Verfolgung                       | Debora Agreiter                                 | Giulia Stürz                                    | Monique Siegel                                  |
| 20.–22. Februar 2015                            |                                                 | Giulia Stürz                                    | Lucia Scardoni                                  | Monique Siegel                                  |

| 5. Alpencup in Rogla, 28. Februar und 1. März 2015 | 5. Alpencup in Rogla, 28. Februar und 1. März 2015 | 5. Alpencup in Rogla, 28. Februar und 1. März 2015 | 5. Alpencup in Rogla, 28. Februar und 1. März 2015 | 5. Alpencup in Rogla, 28. Februar und 1. März 2015 |
| -------------------------------------------------- | -------------------------------------------------- | -------------------------------------------------- | -------------------------------------------------- | -------------------------------------------------- |
| Datum                                              | Disziplin                                          | Erster Platz                                       | Zweiter Platz                                      | Dritter Platz                                      |
| 28. Februar 2015                                   | Sprint Freistil                                    | Giulia Stürz                                       | Lucia Anger                                        | Lucia Scardoni                                     |
| 1. März 2015                                       | 15 km klassisch Massenstart                        | Lucia Scardoni                                     | Monique Siegel                                     | Elisabeth Schicho                                  |

| 6. Alpencup in Chamonix, 13. bis 15. März 2015 | 6. Alpencup in Chamonix, 13. bis 15. März 2015 | 6. Alpencup in Chamonix, 13. bis 15. März 2015 | 6. Alpencup in Chamonix, 13. bis 15. März 2015 | 6. Alpencup in Chamonix, 13. bis 15. März 2015 |
| ---------------------------------------------- | ---------------------------------------------- | ---------------------------------------------- | ---------------------------------------------- | ---------------------------------------------- |
| Datum                                          | Disziplin                                      | Erster Platz                                   | Zweiter Platz                                  | Dritter Platz                                  |
| 13. März 2015                                  | 2,5 km klassisch                               | Nathalie Schwarz                               | Lucia Anger                                    | Laura Gimmler                                  |
| 14. März 2015                                  | 10 km Freistil                                 | Marion Buillet                                 | Lucia Scardoni                                 | Nathalie Schwarz                               |
| 15. März 2015                                  | 10 km klassisch Verfolgung                     | Lucia Scardoni                                 | Nathalie Schwarz                               | Evelina Settlin                                |
| 13. – 15. März 2015                            |                                                | Lucia Scardoni                                 | Nathalie Schwarz                               | Evelina Settlin                                |

### Junioren Resultate
| Datum                | Austragungsort | Altersklasse | Disziplin                  | Sieger           | Zweiter               | Dritter          |
| -------------------- | -------------- | ------------ | -------------------------- | ---------------- | --------------------- | ---------------- |
| 19. Dezember 2014    | Hochfilzen     | U20          | Sprint klassisch           | Victoria Carl    | Anamarija Lampič      | Lydia Hiernickel |
| 20. Dezember 2014    | Hochfilzen     | U20          | 5 km klassisch             | Victoria Carl    | Lydia Hiernickel      | Nadine Herrmann  |
| 21. Dezember 2014    | Hochfilzen     | U20          | 5 km Freistil              | Anamarija Lampič | Lydia Hiernickel      | Nadine Fähndrich |
| 20. Dezember 2014    | Hochfilzen     | U18          | 5 km klassisch             | Antonia Fräbel   | Julia Richter         | Melanie Schäfer  |
| 21. Dezember 2014    | Hochfilzen     | U18          | 5 km Freistil              | Antonia Fräbel   | Barbara Walchhofer    | Jana Klaiber     |
| 9. Januar 2015       | Oberwiesenthal | U20          | Sprint klassisch           | Anamarija Lampič | Nadine Fähndrich      | Jenny Mann       |
| 10. Januar 2015      | Oberwiesenthal | U20          | 5 km Freistil              | Katharina Hennig | Nadine Herrmann       | Lydia Hiernickel |
| 11. Januar 2015      | Oberwiesenthal | U20          | 5 km klassisch             | Katharina Hennig | Anamarija Lampič      | Nadine Fähndrich |
| 9. Januar 2015       | Oberwiesenthal | U18          | Sprint klassisch           | Antonia Fräbel   | Julia Richter         | Coletta Rydzek   |
| 10. Januar 2015      | Oberwiesenthal | U18          | 5 km Freistil              | Antonia Fräbel   | Lisa Dotzauer         | Julia Richter    |
| 20. Februar 2015     | Campra         | U20          | Sprint Freistil            | Nadine Fähndrich | Sofie Krehl           | Lisa Unterweger  |
| 21. Februar 2015     | Campra         | U20          | 10 km klassisch            | Lydia Hiernickel | Katharina Hennig      | Caterina Ganz    |
| 22. Februar 2015     | Campra         | U20          | 10 km Freistil Verfolgung  | Lisa Unterweger  | Pia Fink              | Lydia Hiernickel |
| 20.–22. Februar 2015 | Campra         | U20          |                            | Lydia Hiernickel | Pia Fink              | Lisa Unterweger  |
| 28. Februar 2015     | Rogla          | U18          | 7,5 km Freistil            | Antonia Fräbel   | Laura Chamiot Maitral | Cristina Pittin  |
| 28. Februar 2015     | Rogla          | U20          | Sprint Freistil            | Anamarija Lampič | Lydia Hiernickel      | Sofie Krehl      |
| 1. März 2015         | Rogla          | U20          | 10 km klassisch Mst.       | Anamarija Lampič | Katharina Hennig      | Caterina Ganz    |
| 13. März 2015        | Chamonix       | U20          | 2,5 km klassisch           | Anamarija Lampič | Katharina Hennig      | Sofie Krehl      |
| 14. März 2015        | Chamonix       | U20          | 10 km Freistil             | Anamarija Lampič | Lydia Hiernickel      | Delphine Claudel |
| 15. März 2015        | Chamonix       | U20          | 10 km klassisch Verfolgung | Anamarija Lampič | Katharina Hennig      | Caterina Ganz    |
| 13.–15. März 2015    | Chamonix       | U20          |                            | Anamarija Lampič | Katharina Hennig      | Lydia Hiernickel |

### Gesamtwertung Frauen
| Rang | Name                    | Punkte |
| ---- | ----------------------- | ------ |
| 01   | Lucia Scardoni          | 964    |
| 02   | Giulia Stürz            | 827    |
| 03   | Elisabeth Schicho       | 530    |
| 04   | Marion Buillet          | 522    |
| 05   | Laura Gimmler           | 508    |
| 06   | Julia Belger            | 488    |
| 07   | Eva Wolf                | 402    |
| 08   | Monique Siegel          | 370    |
| 09   | Nathalie Schwarz        | 361    |
| 10   | Anne Winkler            | 326    |
| 11.  | Lucia Anger             | 318    |
| 12.  | Debora Agreiter         | 292    |
| 13.  | Theresa Eichhorn        | 247    |
| 14.  | Kateřina Smutná         | 245    |
| 15.  | Sarah Schaber           | 237    |
| 16.  | Francesca Baudin        | 211    |
| 17.  | Anna Roswitha Seebacher | 177    |
| 18.  | Marie Kromer            | 171    |

| Rang | Name                        | Punkte |
| ---- | --------------------------- | ------ |
| 18.  | Nika Razinger               | 171    |
| 20.  | Rahel Imoberdorf            | 167    |
| 21.  | Ilaria Debertolis           | 154    |
| 22.  | Virginia De Martin Topranin | 135    |
| 23.  | Marie Caroline Godin        | 129    |
| 24.  | Martina Vignaroli           | 119    |
| 25.  | Anja Gruber                 | 117    |
| 25.  | Iris Pessey                 | 117    |
| 27.  | Marina Piller               | 113    |
| 28.  | Anouk Faivre Picon          | 105    |
| 29.  | Victoria Carl               | 100    |
| 30.  | Sara Pellegrini             | 95     |
| 31.  | Marion Colin                | 88     |
| 32.  | Tatjana Stiffler            | 83     |
| 33.  | Sandra Ringwald             | 80     |
| 34.  | Debora Roncari              | 78     |
| 35.  | Maialen Lopez               | 72     |
| 36.  | Maya Niederberger           | 70     |

| Rang | Name                   | Punkte |
| ---- | ---------------------- | ------ |
| 37.  | Roxane Lacroix         | 68     |
| 38.  | Manon Simille          | 64     |
| 39.  | Kerstin Muschet        | 63     |
| 40.  | Alenka Čebašek         | 47     |
| 41.  | Julia Devaux           | 42     |
| 42.  | Anneka Döhla           | 38     |
| 42.  | Barbara Jezeršek       | 38     |
| 44.  | Jessica Wirth          | 37     |
| 45.  | Lea Einfalt            | 36     |
| 46.  | Vesna Fabjan           | 32     |
| 47.  | Hanna Kolb             | 29     |
| 48.  | Sarah Wagner           | 21     |
| 49.  | Celine Chopard Lallier | 18     |
| 50.  | Christa Jäger          | 16     |
| 51.  | Alice Canclini         | 14     |
| 52.  | Beatrix Beckert        | 7      |
| 53.  | Sophie Schimpl         | 5      |

| Endstand (Top 10) |                  |        |
| \| Rang \| Name \| Punkte \| \| ---- \| ---------------- \| ------ \| \| 01 \| Anamarija Lampič \| 0905 \| \| 02 \| Lydia Hiernickel \| 0901 \| \| 03 \| Katharina Hennig \| 0827 \| \| 04 \| Pia Fink \| 0627 \| \| 05 \| Sofie Krehl \| 0595 \| \| 06 \| Lisa Unterweger \| 0560 \| \| 07 \| Caterina Ganz \| 0502 \| \| 08 \| Nadine Fähndrich \| 0458 \| \| 09 \| Delphine Claudel \| 0436 \| \| 10 \| Nadine Herrmann \| 0414 \| |                  |        |
| Rang | Name             | Punkte |
| 01 | Anamarija Lampič | 0905   |
| 02 | Lydia Hiernickel | 0901   |
| 03 | Katharina Hennig | 0827   |
| 04 | Pia Fink         | 0627   |
| 05 | Sofie Krehl      | 0595   |
| 06 | Lisa Unterweger  | 0560   |
| 07 | Caterina Ganz    | 0502   |
| 08 | Nadine Fähndrich | 0458   |
| 09 | Delphine Claudel | 0436   |
| 10 | Nadine Herrmann  | 0414   |